# Tyne
Tyne – rzeka w Wielkiej Brytanii o długości ok. 100 km. Uchodzi do Morza Północnego, w dolnym biegu dostępna jest dla statków morskich. 
Główne miasto położone nad rzeką to Newcastle upon Tyne.